# Rhizostomatidae
Rhizostomatidae é uma família de medusas da ordem Rhizostomeae.

## Géneros
- Rhizostoma Cuvier, 1800
- Rhopilema Haeckel, 1880